# Цијевна
Цијевна (алб. Cem Selcit) је река која протиче кроз Албанију и Црну Гору.
Цијевна извире на северној страни Проклетија, западно од планине Тројана (2183 m). Горњим током протиче кроз Албанију под именом Cem Selcit. У Црну Гору улази јужно од планине Suka Mizdarkut (1144 m) и тај део тока дуг је 33 km. Укупна дужина реке је 56 km, а слив јој обухвата 360 km².
Протиче дубоком клисуром, која се постепено снижава и проширује. На дужини до 25 km усекла је до 1000 метара дубоку кањонску долину (15 km на црногорској територији и 10 km у Албанији).
Улива се у Морачу, као лева притока, око 500 метара југозападно од села Махале, на висини од 15 m. Веома је брза река; чак у равници Зете, у коју улази низводно од села Диноша, просечан пад јој је 3,67‰.
Годишње колебање водостаја је просечно 150 cm, услед несразмерне количине падавина у појединим месецима и топљења снега крајем пролећа.
Ђорђе Страшимировић у хрисовуљи спомиње: ...путем у говећи брод у Цијевну…, што доказује да је у 15. веку ту био прелаз на реци са тим називом.